# Roll Over Beethoven
«Roll Over Beethoven» es un conocido éxito de 1956 del cantante y guitarrista Chuck Berry. La letra de la canción trata del deseo de que el rock and roll y el rhythm and blues sustituyan a la música clásica. La canción está en el lugar n.º 97 de la lista de las 500 mejores canciones de todos los tiempos según la revista Rolling Stone.

## Inspiración y letra
Según la revista Rolling Stone y el crítico musical Michael «Cub» Koda de Allmusic, Berry escribió la canción en respuesta a su hermana Lucy que siempre utilizaba el piano de la casa para tocar música clásica cuando Berry quería tocar música popular.
Además de los compositores Beethoven y Chaikovski, la letra hace mención o alusión a varios artistas populares. «Early in the Morning» es el título de una canción de Louis Jordan, y «Blue Suede Shoes» se refiere a la canción de Carl Perkins. Por último, «Hey Diddle Diddle», que viene del poema infantil «The Cat and the Fiddle» («El gato y el violín»), es una referencia indirecta al colega de Berry en Chess Bo Diddley, que era un consumado violinista. Aunque la letra hace mención al continuo movimiento («rocking and rolling»), la música de la que los clásicos supuestamente se tenían que apartar, es siempre referenciada como rhythm and blues (R&B). Arthur Alexander se apropiaría de la letra «a shot of rhythm and blues» para el título de una posterior canción suya.

## Versiones de otros artistas
Esta canción ha sido muy versionada por otros músicos ―«un elemento básico de las bandas de rock n' roll», según el crítico musical «Cub» Koda― como
- Jerry Lee Lewis
- The Beatles
- Electric Light Orchestra
- Mountain
- Ten Years After
- Raul Seixas
- Leon Russell
- Status Quo
- The Rolling Stones
- The Byrds
- Jan and Dean
- 13th Floor Elevators
- The Sonics
- Wes Paul
- Gene Vincent
- Quartz
- Johnny Winter
- Uriah Heep
- Montrose
- Kickhunter
- Johnny Rivers
- M. Ward
- Iron Maiden (lado B del sencillo «From Here to Eternity»)
- Paul Shaffer
- Margaret Lewis
- Buster Brown
- Charly García (en El Aguante)
- La Onda Vaselina (en 1991, como «Me siento Beethoven»)
- Los Mac's (en Go Go / 22)
- Flema (en 2000, como «Punk rock sobre Beethoven», basado en la traducción incorrecta «Rock sobre Beethoven»)

### The Beatles
«Roll Over Beethoven» fue una de las canciones favoritas de John Lennon, Paul McCartney y George Harrison incluso antes de que eligieran el nombre de The Beatles para su banda, y la siguieron tocando en vivo hasta las giras por Estados Unidos de 1964. Su versión de «Roll Over Beethoven» fue grabada el 30 de julio de 1963 para su segundo LP británico, With the Beatles, teniendo a George Harrison como vocalista y tocando la guitarra líder en el tema. En los Estados Unidos fue lanzada el 10 de abril de 1964 como el tema de apertura del álbum The Beatles' Second Album, y el 11 de mayo de 1964 como el tema de apertura del EP Four by The Beatles.
Personal utilizado en la grabación de la canción:
- George Harrison: voz principal (doblada a dos pistas), guitarra líder (Gretsch Country Gentleman), palmas.
- John Lennon: guitarra rítmica (Rickenbacker 325c58), palmas.
- Paul McCartney: bajo (Höfner 500/1 61´), palmas.
- Ringo Starr: batería (Ludwig Downbeat), palmas.
- George Martin: Productor.
- Norman Smith: Ingeniero de grabación.

En 1994 apareció una versión en vivo de «Roll Over Beethoven» en el doble recopilatorio Live at the BBC. Fue grabada en vivo el 28 de febrero de 1964 y transmitida el 30 de marzo de 1964 como parte de una serie de la BBC protagonizada por The Beatles llamada From Us to You. Esta versión de la canción fue usada en la película Superman III por Richard Lester, quien ya había dirigido las dos primeras películas del grupo, Help! y A Hard Day's Night.

#### En directo
«Roll Over Beethoven» fue una de las canciones más interpretadas en directo por el grupo. La tocaron en casi todos los conciertos celebrados en las diferentes giras que hicieron entre 1962 y 1964. A partir de 1965 ya no se la incluyó en el repertorio en directo del grupo.